# Bogöl (Målilla socken, Småland)
Bogöl är en sjö i Hultsfreds kommun i Småland och ingår i Viråns huvudavrinningsområde.